# 1545
1545 (MDXLV) je bilo navadno leto, ki se je po julijanskem koledarju začelo na četrtek.

## Dogodki
- začetek tridentinskega koncila

## Smrti
Neznan datum
- Nikola Jurišić, habsburški general (* okoli 1490)